# Хидрија
Хидрије су биле керамичке посуде у старој Грчкој коришћене за пренос воде. Имале су три дршке: две са стране, за преношење, и трећу, између друге две, коришћену за сипање воде. Биле су украшене или црним фигурама на црвеној позадини, или црвеним на црној. Обично су приказивале митолошке или свакодневне призоре. Од 5. века п. н. е., уметници су израђивари хидрије од бронзе, често са веома детаљним шарама.